# Белослудское
Белослудское — село в Ирбитском муниципальном образовании Свердловской области России.

## Название
Старое русское слово слуда означает высокий берег. Таким образом, Белослудское означает белую гору. 

## География
Село Белослудское находится в 33 километрах (по автодорогам в 42 километрах) к юго-западу от города Ирбита, на правом берегу реки Ирбит. В двух километрах к востоку от села проходит автотрасса Камышлов — Ирбит. Местность, занимаемая селом, холмистая, покрытая берёзовым и сосновым лесом, почва чернозёмная и глинистая.

## История села
Село было основано как слобода ирбитским приказчиком, верхотурским боярским сыном Василием Муравьёвым в 1644 году. На Ирбитской ярмарке активно шла торговля верёвками и канатами, производимые из местной конопли. 
На Урало-Сибирской промышленной выставке 1887 года высокую оценку получили верёвочно-канатные изделия из села Белослудского. Главное занятие сельчан в XIX—XX веках составляет хлебопашество и выработка верёвок из конопли.
В 1843 году было открыто народное училище.

## Население
| 2002 | 2010 | 2021 |
| ---- | ---- | ---- |
| 337  | ↘298 | ↘238 |

Структура
По данным переписи населения 2002 года, русские составляли 94 % от общего числа сельчан. По данным переписи 2010 года, в селе проживали 146 мужчин и 152 женщины.

## Русская православная церковь
Вознесенская церковь
Первые три храма были деревянные. Первый храм был разрушен при набеге кочующих язычников, второй храм сгорел, а третий был разобран вследствие ветхости.
Затем в 1808 году была построена каменная трёхпрестольная церковь, главный храм которой был освящён в честь Вознесения Господня в 1808 году. Придел был освящён в честь Казанской иконы Пресвятой Богородицы в 1796 году, придел во имя святого Николая, архиепископа Мирликийского был освящён в 1876 году. Церковь была закрыта в 1930 году, а в советское время была снесена.
Часовня
В 1890 году была построена каменная часовня на средства прихожан и Туринского купца Петра Шелутинского в память избавления их императорских величеств от опасности 17 октября 1888 года.